# خانه عروسک (فیلم ۱۹۱۸)
خانه عروسک (انگلیسی: A Doll's House) فیلمی است که در سال ۱۹۱۸ منتشر شد. از بازیگران آن می‌توان به السی فرگوسن و اتل گری تری اشاره کرد.